# 學習院下停留場
學習院下停留場（日语：／ Kakushūinshita teiryūjo */?）是一個位於東京都豐島區高田二丁目，屬於荒川線的停留場。此站是豐島區最南端的車站。

## 歷史
- 1914年（大正3年）12月25日：開業。

## 停留場構造
對向式月台2面2線的地面車站。
| 月台 | 路線                   | 方向 | 目的地                           |
| ---- | ---------------------- | ---- | -------------------------------- |
| 東側 | 都電荒川線（東京櫻電） | 上行 | 面影橋、早稻田方向               |
| 西側 | 都電荒川線（東京櫻電） | 下行 | 大塚站前、王子站前、三之輪橋方向 |

## 可供轉乘的巴士路線

### 「學習院下」停留場
- 池86系統：澀谷站東口～東池袋四丁目

## 相鄰停留場
東京都交通局
 都電荒川線（東京櫻電）
面影橋（SA 29）－學習院下（SA 28）－鬼子母神前（SA 27）

## 外部連結
- 學習院下停留場（页面存档备份，存于） - 東京都交通局